# Helmuth Dörner
Helmuth Dörner (Mönchengladbach, 26 giugno 1909 – Budapest, 11 febbraio 1945) è stato un militare tedesco, ufficiale delle Waffen-SS durante la seconda guerra mondiale.